# Кураев, Василий Владимирович
Василий Владимирович Кураев (25 декабря 1891, Пенза — 10 января 1938) — советский государственный и партийный деятель.

## Биография
Родился в семье служащих. Окончил 2-ю Пензенскую гимназию (1910), в 1911 году поступил на юридический факультет Петербургского университета, в 1912 году стал студентом Психоневрологического института.
В 1914 году вступил в РСДРП. Вёл активную политическую пропаганду среди рабочих Путиловского завода и верфи, писал листовки, выступал в печати под псевдонимом В. Скальдов, дважды арестовывался.
В 1915 году был мобилизован в армию, служил в 140-м пехотном запасном полку, дислоцированном в Пензе. В предреволюционный и революционный период он избирался в полковой комитет Совета солдатских депутатов, в городской комитет РСДРП, делегатом на 1-й Всероссийский съезд Советов.
С июня по ноябрь 1917 года находился в Петрограде, был делегатом 1-го и 2-го Всероссийских съездов Советов, членом ВЦИК 2-го созыва.
По указанию В. И. Ленина с группой большевиков прибыл в Пензу для установления Советской власти.
9 декабря 1917 года был избран председателем губернского Совета рабочих, крестьянских и солдатских депутатов.
Секретарь губкома партии Кураев редактировал газеты «Голос Правды», «Ополчение бедноты», «Пензенская беднота», «Известия Пензенского Совета», писал статьи под псевдонимами Деревенский, Вязов, Скальдов.
2 января 1918 года возглавил Совет губернских комиссаров, с 4-го августа 1918 года был избран членом губернского комитета РКП(б). В 1918 участвовал в разгроме чехословацкого контрреволюционного мятежа.
В августе 1918 года был одним из организаторов подавления крестьянского восстания в пяти волостях Пензенской губернии.
В сентябре 1918 года был отозван в Москву, где работал в комиссариате земледелия РСФСР. В 1919 году он был переведён на военно-политическую работу в Красную Армию; член РВС 4-й и 9-й армии.
С 1920 года находился на руководящих постах в ВСНХ, Госплане РСФСР и СССР, Наркомземе и других организациях. Делегат 8-го и 10-го съездов партии.
В 1933 году за антисталинское выступление на собрании и распространение письма с критикой руководства партии был исключён из членов ВКП(б) и арестован 21 марта 1933 года. Василий Владимирович был сослан в Чердынь Уральской, ныне Свердловской, области.
16 марта 1936 года, накануне освобождения из ссылки, он был снова арестован, осуждён 21 августа 1936 года на 5 лет, этапирован на золотой прииск в Оротукан Магаданской области. Во время ссылки вел дневник, ставший причиной его осуждения на 5 лет, так как дневниковые записи носили, по мнению следователей и суда, «контрреволюционный характер».
1 декабря 1937 года был приговорён к расстрелу. 10 января 1938 года приговор был приведён в исполнение. Посмертно реабилитирован.
В Пензе его именем названа бывшая улица Нагорная.